# مغامرات شرلوك هولمز (فلم 1939)
مغامرات شرلوك هولمز (بالإنجليزية: The Adventures of Sherlock Holmes) فيلم أمريكي من بطولة الممثل البريطاني باسيل راثبون ، مأخوذ عن رواية مغامرات شرلوك هولمز للروائي البريطاني آرثر كونان دويل

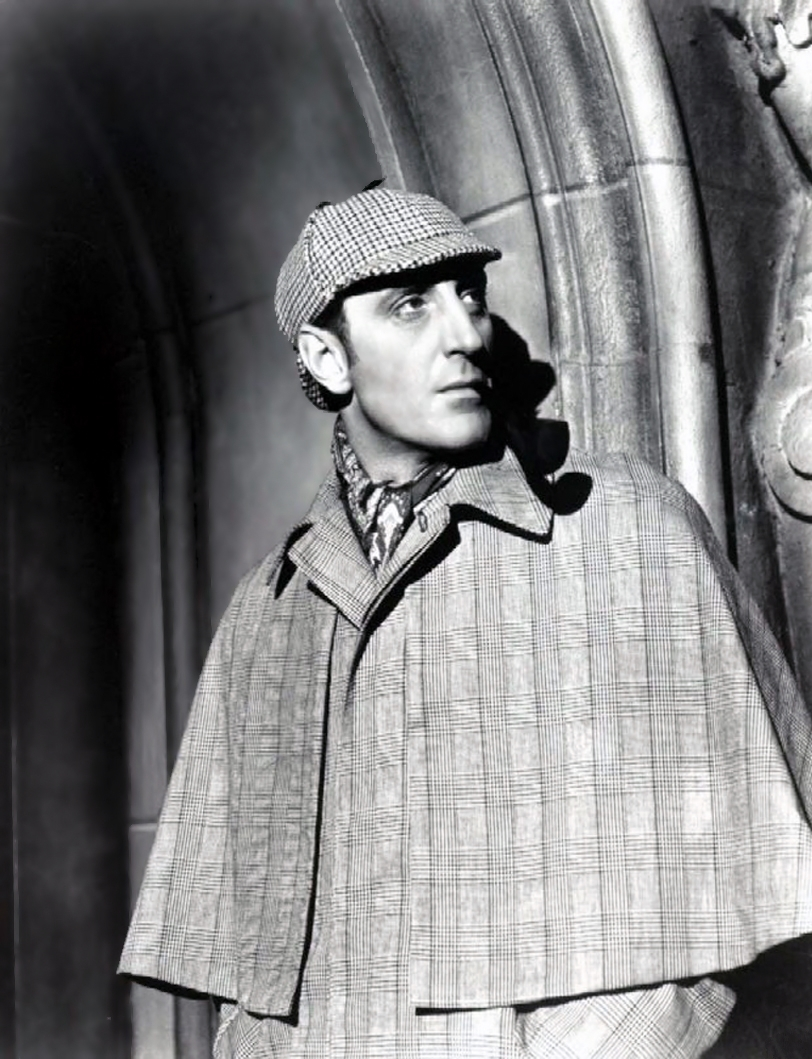
باسل راذبون في دور شرلوك هولمز

## مقالات ذات صلة
- مغامرات شرلوك هولمز

## روابط خارجية
- مغامرات شرلوك هولمز على موقع IMDb (الإنجليزية)
- مغامرات شرلوك هولمز على موقع الموسوعة البريطانية (الإنجليزية)
- مغامرات شرلوك هولمز على موقع روتن توميتوز (الإنجليزية)
- مغامرات شرلوك هولمز على موقع نتفليكس (الإنجليزية)
- مغامرات شرلوك هولمز على موقع ألو سيني (الفرنسية)
- مغامرات شرلوك هولمز على موقع Turner Classic Movies (الإنجليزية)
- مغامرات شرلوك هولمز على موقع أول موفي (الإنجليزية)
- مغامرات شرلوك هولمز على موقع فيلمافينيتي (الإسبانية)
- مغامرات شرلوك هولمز على موقع قاعدة بيانات الأفلام السويدية (السويدية)
- مغامرات شرلوك هولمز على موقع قاعدة بيانات الفيلم (الإنجليزية)